# Antirrhinum valentinum
Antirrhinum valentinum är en grobladsväxtart som beskrevs av Font Quer. Antirrhinum valentinum ingår i släktet lejongapssläktet, och familjen grobladsväxter. Inga underarter finns listade i Catalogue of Life.